# Kanamarua narcissisma
Kanamarua narcissisma is een slakkensoort uit de familie van de Colubrariidae. De wetenschappelijke naam van de soort is voor het eerst geldig gepubliceerd in 2008 door Fraussen & Lamy.